# Trissectriz de Maclaurin

A trissectriz de Maclaurin com a propriedade da trissecção de um ângulo.

Em geometria, a trissectriz de Maclaurin é uma curva plana cúbica notável por sua propriedade trissectriz, isto é, ela pode ser utilizada para trissecionar ângulos. Tal propriedade pode ser definida como o lugar geométrico dos pontos de interseção de duas retas, cada uma girando a uma velocidade uniforme sobre pontos distintos, de tal forma que a relação entre as taxas de rotação é de 1/3 e as retas inicialmente coincidem com a reta divisória entre os dois pontos. A generalização deste tipo de construção é chamada sectriz de Maclaurin. O nome da curva foi dado em homenagem a Colin Maclaurin que a investigou em 1742.

## Equações
Considere duas retas que giram em torno dos pontos {\displaystyle P=(0,0)} e {\displaystyle P_{1}=(a,0)} de modo que quando a reta sobre {\displaystyle P} forma um ângulo {\displaystyle \theta } com o eixo x, a reta sobre {\displaystyle P_{1}} forma um ângulo {\displaystyle 3\theta }. Seja {\displaystyle Q} o ponto da intersecção. Então o ângulo formado pelas retas em {\displaystyle Q} é {\displaystyle 3\theta }. Pela lei dos senos,
{\displaystyle {r \over \sin 3\theta }={a \over \sin 2\theta }}
de modo que a equação em coordenadas polares é (sob uma translação e rotação)
{\displaystyle r=a{\frac {\sin 3\theta }{\sin 2\theta }}={a \over 2}{\frac {4\cos ^{2}\theta -1}{\cos \theta }}={a \over 2}(4\cos \theta -\sec \theta )}.
Assim, a curva pertence à família das concóides de Sluze.
Em coordenadas cartesianas, sua equação é
{\displaystyle 2x(x^{2}+y^{2})=a(3x^{2}-y^{2})}.
Se a origem é transladada para (a, 0), então uma dedução semelhante à acima mostra que a equação da curva em coordenadas polares se torna
{\displaystyle r={\frac {a}{2\cos {\theta  \over 3}}}}
O que a torna um exemplo de epispiral.

## A propriedade da trissecção
Dado um ângulo {\displaystyle \phi }, desenhemos um raio de circunferência no ponto {\displaystyle (a,0)}, cujo ângulo com o eixo {\displaystyle x} é {\displaystyle \phi }. Desenhemos um raio de circunferência na origem até o ponto onde o primeiro raio de circunferência intersecta a curva. Então, através do gráfico da curva, o ângulo entre o segundo raio e o eixo {\displaystyle x} é {\displaystyle \phi /3}.

## Principais pontos e características
A curva intercepta o eixo x em em {\displaystyle 3a \over 2}, além de um ponto duplo na origem. A reta vertical {\displaystyle x={-{a \over 2}}} é uma assíntota. A curva intersecta a reta x = a (o ponto correspondente à trissecção de um ângulo reto) em {\displaystyle (a,{\pm {1 \over {\sqrt {3}}}a})}.  Como toda cúbica nodal, a curva possui ordem zero.

## Relação com outras curvas
A trissectriz de Maclaurin pode ser definida a partir de secções cônicas de três maneiras. Especificamente:
- É inversa em relação ao círculo unitário da hipérbole

{\displaystyle 2x=a(3x^{2}-y^{2})}.
- É cissóide ao círculo

{\displaystyle (x+a)^{2}+y^{2}=a^{2}}
e à reta {\displaystyle x={a \over 2}} em relaçao à origem.
- É pedal em relação à origem da parábola

{\displaystyle y^{2}=2a(x-{\tfrac {3}{2}}a)}.
Além disso:
- A inversa em relação ao ponto {\displaystyle (a,0)} é a trissectriz de Limaçon.

- A trissectrix de Maclaurin está relacionada com o folium de Descartes através de transformações afins.